# Advent City
 (septembre 2015).
Si vous disposez d'ouvrages ou d'articles de référence ou si vous connaissez des sites web de qualité traitant du thème abordé ici, merci de compléter l'article en donnant les références utiles à sa vérifiabilité et en les liant à la section « Notes et références ».
Advent City est un ancien camp minier du Svalbard.

## Histoire
À la fin du XVIIIe siècle, on découvre du charbon dans l'archipel du Svalbard, plus précisément au Spitzberg, sur les rives de l'Isfjorden. De nombreuses mines sont ouvertes, par dizaines tout le long des côtes du fjord.
Pour loger les employés, une compagnie décide de monter une véritable cité, à proximité d'un des sites d'extraction. C'est ainsi qu'en 1904, la petite ville d'Advent City voit le jour, sur la rive nord de l'Adventfjorden, d'où elle tient son nom.
La création en 1906 de Longyearbyen, juste de l'autre côté du fjord, et la fin de production minière porta la ville à sa fin très rapidement. En 1916-1917, les maisons restantes ont été déplacées
Depuis, Advent City est devenue une ville fantôme, dont il ne reste plus que les fondations.

## Autres villes fantômes du Svalbard
- Pyramiden
- Grumantbyen
- Colesbukta